# Rwandas herrlandslag i volleyboll
Rwandas herrlandslag i volleyboll representerar Rwanda i volleyboll på herrsidan. Laget har deltagit i afrikanska mästerskapet och afrikanska spelen.

### Fotnoter
1. ↑  Todor Krastev. ”Men Volleyball VII All Africa Games 1999 Johannesburg (RSA) - 11-18.09 Winner Cameroon” (på engelska). http://www.todor66.com/volleyball/Africa/Men_AAG_1999.html. Läst 1 november 2023.
2. ↑  Todor Krastev. ”Men Volleyball XVI Africa Championship 2007 Durban (RSA) - 16-22.09 Winner Egypt (4th)” (på engelska). http://www.todor66.com/volleyball/Africa/Men_2007.html. Läst 20 april 2024.
3. ↑  ”Volleyball, Africa: African Championship 2021 Standings - Soccerstand.com” (på engelska). https://www.soccerstand.com/volleyball/africa/african-championship-2021/standings/#/6BwErRCc/draw. Läst 1 november 2023.
4. ↑  ”Live Center - Men's African Nations Championship 2023” (på engelska). Fédération Internationale de Volleyball. https://live.app.fivb.com/tournaments/1408/matches. Läst 31 oktober 2023.